# Dioscorea nutans
Dioscorea nutans är en enhjärtbladig växtart som beskrevs av Reinhard Gustav Paul Knuth. Dioscorea nutans ingår i släktet Dioscorea och familjen Dioscoreaceae. Inga underarter finns listade i Catalogue of Life.